# Csata Pointe du Hoc-ért
A Pointe du Hoc egy szirtfal teteje a normandiai partvidéken, amely a normandiai partraszállás idején pontosan az Omaha és Utah partszakaszok közé esett. 30 méter magas meredek sziklafala miatt a német hadvezetés a tenger felől támadhatatlannak hitte, így hat darab 155 mm-es tüzérségi ágyút telepített ide, amelyek nem csak a partszakaszokra rendelkeztek jó rálátással, de 25 kilométeres hatótávolságuk miatt a szövetséges flottát is képesek lettek volna lőni. Védelmi berendezései azonban csak a szárazföld irányába voltak, így az amerikai hadvezetés rangereket küldött, hogy a part felől támadják meg a helyet. Az amerikaiak súlyos veszteségek árán megmászták a sziklafalat, azonban észrevették, hogy az ágyúk nincsenek a helyükön. Kemény közelharc után végül sikerült a magaslat nagy részét elfoglalniuk, és pár katonájuk megtalálta az ágyúkat is, amiket működésképtelenné tettek. Június 6-a és 7-e folyamán a németek több ellentámadást is indítottak a rangerek ellen, ám nem tudták őket a tengerbe szorítani, és végül az Omaha partszakasz felől érkező egységek felmentették őket.
Bár egyes nézőpontok szerint a csata felesleges volt, hiszen a német ágyúkat hátrébb vonták, az amerikai történészek nagyobb része szerint a Pointe du Hoc-i összecsapásnak volt köszönhető az, hogy a hat ágyú nem lépett működésbe, és nem okozott hatalmas veszteségeket a parton és a vízen összetorlódott hajók között.

## Háttér

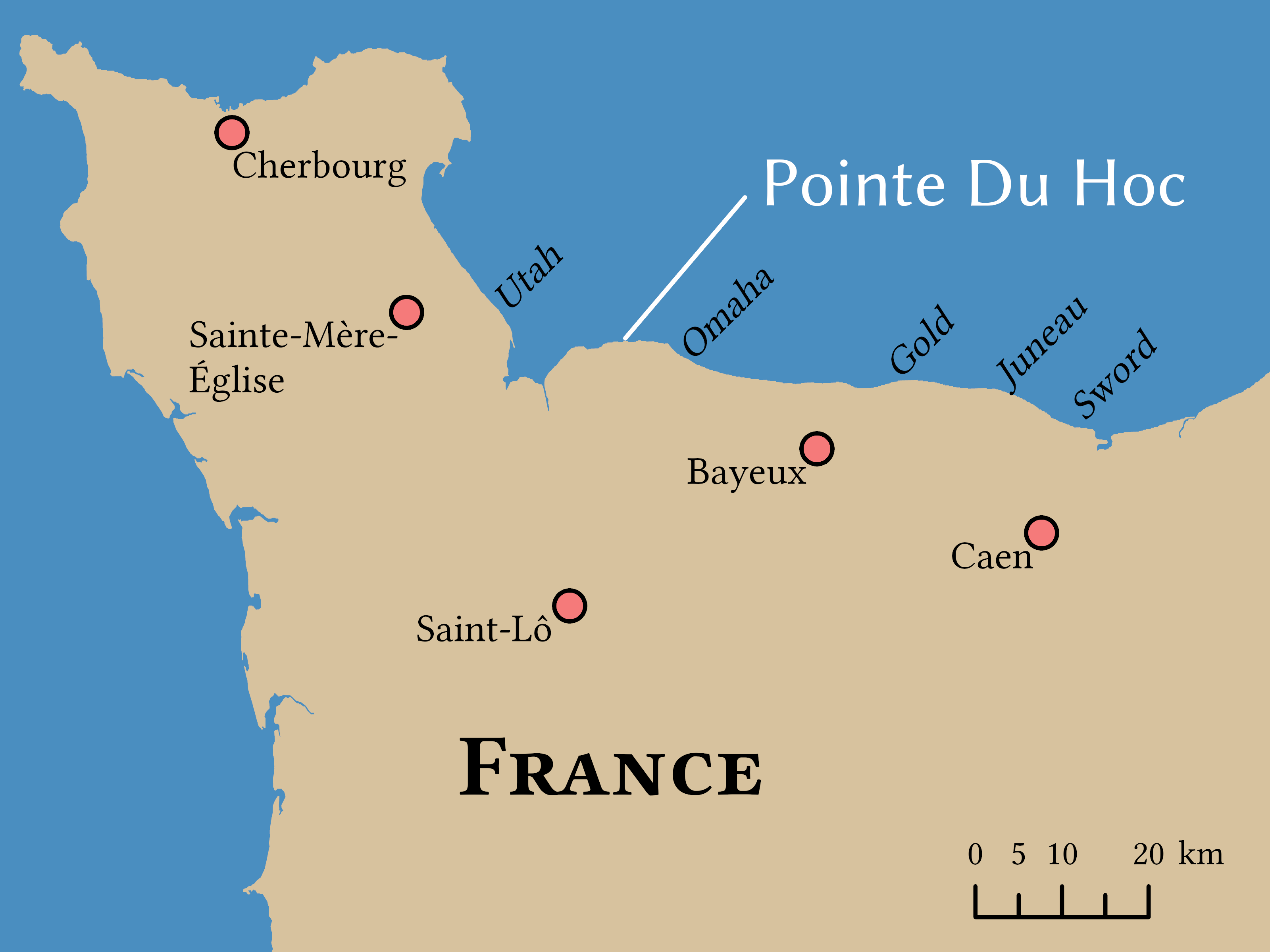
Pointe du Hoc elhelyezkedése

Bár a német hadvezetés Calais-nál várta a szövetségesek partraszállását, az atlanti fal élére kinevezett Erwin Rommel hozzálátott a védelem egészének megerősítéséhez. Normandia partvonalán aknák tízezreit telepítették a földbe, és sok betonbunkert építettek. A Pointe du Hoc 30 méter magas, meredek sziklafala 7 kilométer hosszan fut, és magaslata tökéletes természetes megfigyelőpontot képez, így itt is hozzáláttak az erődítések kiépítéséhez. Megfigyelőbunkert építettek a magaslat szélére, ahonnan a teljes környék belátható volt, és hat darab 155 mm-es francia löveget is elhelyeztek ott, amelyek 25 kilométeres hatótávolsága miatt az egész környéket tűz alatt tarthatták. Mivel nem tartották a meredek magaslatot a tenger felől megmászhatónak, így a védelem teljesen a szárazföld felé nézett.
Omar Bradley amerikai tábornok James Earl Rudder ezredest kérte fel arra, hogy tervezze meg a támadást a magaslat ellen. Feladatuk nem csak az volt, hogy megsemmisítsék az ágyúkat, hanem az is, hogy szállják meg a magaslatot, és a közelében futó úton hozzanak létre útzárat, hogy megakadályozzák a németeket az erősítés küldésében. Ez utóbbi azért volt fontos, mert a Utah partszakasszal ellentétben itt nem tervezték ejtőernyősök ledobását, akik hátráltatni tudták volna a németek szabad manőverezését. Az amerikai rangerek közül 500-at Rudder képzett ki a feladatra, igen kemény körülmények között, ám ez később életmentőnek bizonyult a csatában. A támadás idején csökkentett felszerelés vittek magukkal, ami lehetővé tette, hogy BAR géppuskákat és 60 mm-es aknavetőket is szállítsanak.

## A csata

### Partraszállás

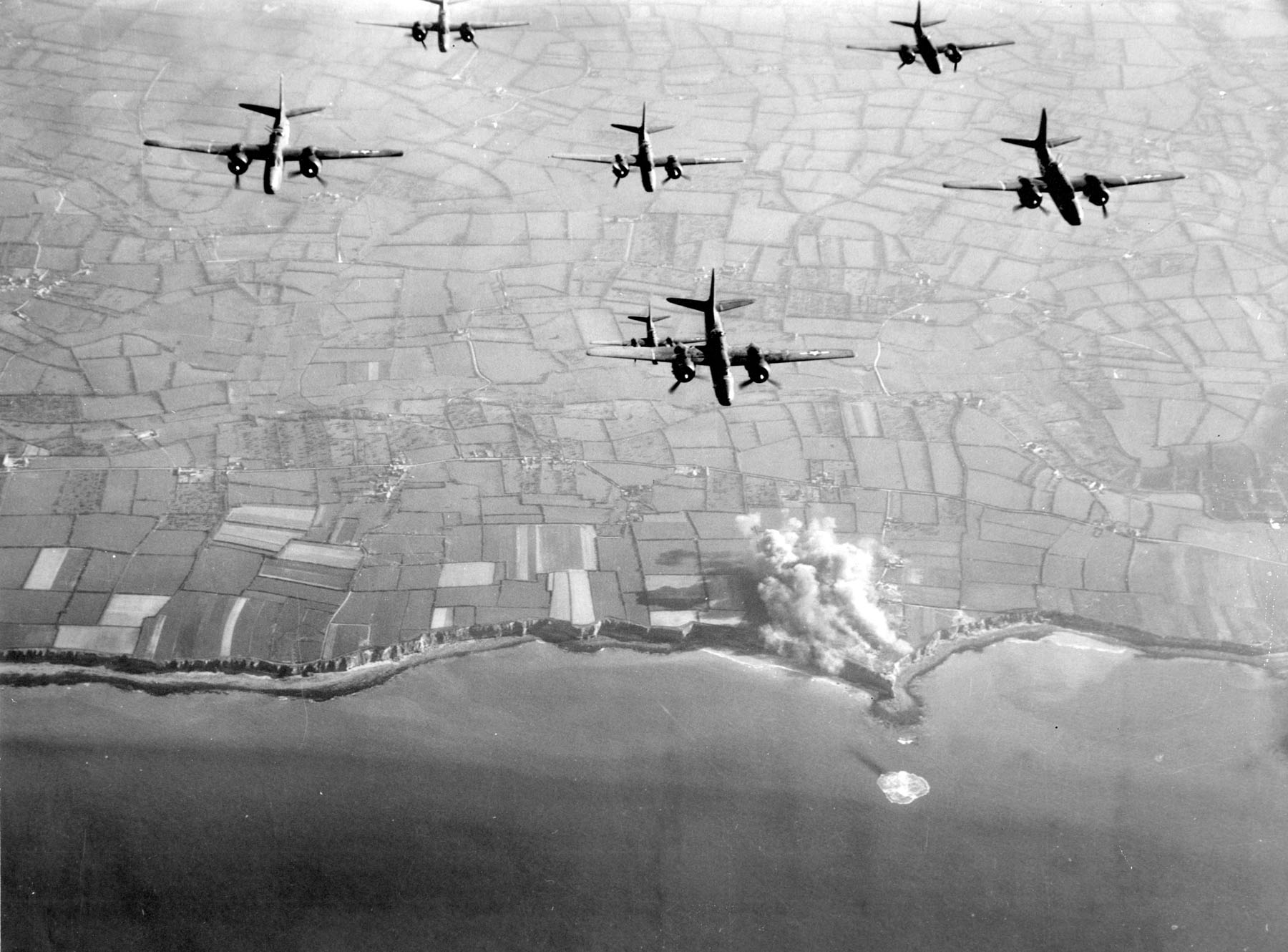
Amerikai bombázók Pointe du Hoc felett a D-nap előtt

A 2. rangerzászóaljat hat századát két részre osztották: az A, B, C századok feladata volt az Omaha partszakasz Charlie szektorában partot érni, míg a D, E, F századok Rudder személyes vezetése alatt indultak Pointe du Hoc ellen. A terv azonban igen hamar megbukott, mivel az első egységből gyakorlatilag csak a C század tudott partra szállni, és a mellettük landoló 116. ezred A századát a német védelem megsemmisítette, így az egység egész nap egyedül harcolt, és esélye sem volt a kijelölt feladat végrehajtására, ami Vierville elfoglalása, és a falutól a Pointe du Hoc-ig vezető útvonal biztosítása volt.
A magaslat elleni támadást a szövetséges tüzérség már hetekkel a partraszállás előtt elkezdte. Több légitámadás is érte a területet, amelyek közül a legnagyobb erejű június 6-án hajnalban volt. Ekkor a USS Texas csatahajó 14 hüvelykes ágyúi kezdték lőni a partot. Az előkészítés során tíz kilotonnányi robbanóanyagot lőttek ki Pointe du Hoc-ra, ami megegyezik a Hirosimára dobott atombomba hatóerejével. A csatahajó tüzelése reggel fél hétkor maradt abba, amikor a partraszállók LCA járművei megindultak a magaslat felé.
A támadást Rudder ezredes személyesen vezette, habár Clarence Huebner altábornagy először megtiltotta neki ezt. Visszaemlékezések szerint az akciót elvileg egy frissen kinevezett hadműveleti tiszt vezette volna, azonban ő még az angliai behajózás előtt lerészegedett, így Rudder beállt a helyére, a tisztet pedig kórházba szállították. A támadóerőt tíz darab LCA szállította a part felé, amelyet brit kormányosok vezettek. Ezek egyike a nagy terhelés miatt elsüllyedt, fedélzetén a D század parancsnokával, és csak órákkal később halászta ki őket egy LCV. Az ellátmányt szállító két LCA egyike szintén a tenger fenekén végezte, míg a másikból ki kellett szórni a rakomány felét, hogy a víz felett tudjon maradni. A partraszállást súlyosbította Rudder hibája, aki látta, hogy hajóik nem pontosan a célpont felé haladnak, így utasította a kormányost, hogy a parttal párhuzamos úton haladjon tovább, ami harmincöt perces késést okozott. Ezen idő alatt a németek feleszméltek a tüzérségi előkészítés miatti sokkból, előbújtak óvóhelyeikről, és elfoglalták védelmi pozícióikat. Tűz alá vették a közelgő amerikai szállítójárműveket, és 20 mm-es légvédelmi gépágyújuk elsüllyesztette a támadó négy DUKW egyikét. Erre válaszul a USS Satterlee és az HMS Talybont közelebb manőverezett a parthoz, és tűz alá vette a sziklafalat, ami a védők nagy részét visszavetette onnan. Ennek köszönhetően a hajók elérték a partot, és hozzáláthattak a sziklafal megmászásához.

### A fal megmászása

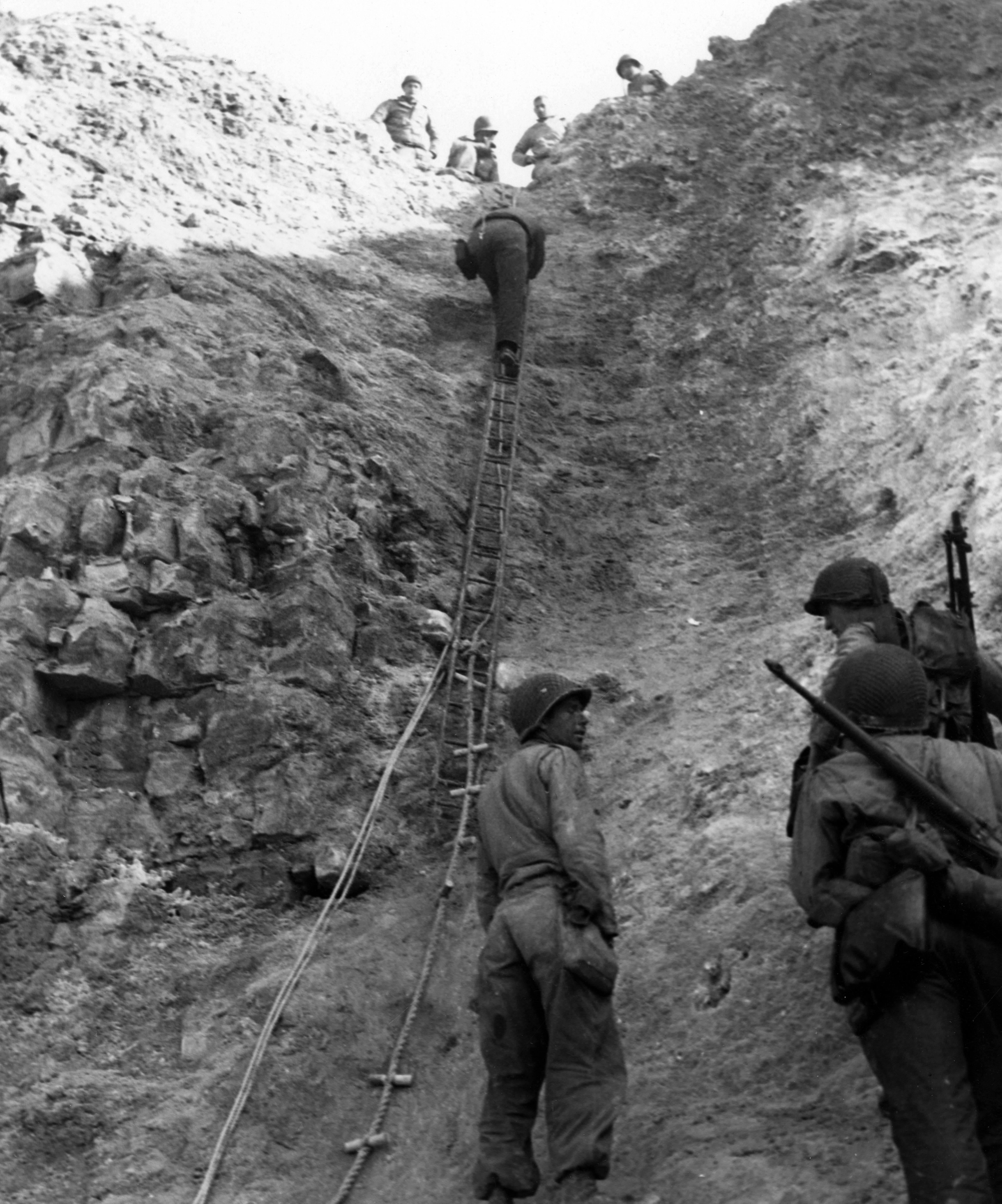
A 2. rangerzászlóalj katonái megmutatják a köteleket, amelyekkel feljutottak a szirtfalon

A partraszállás idején a lenti partszakasz mindössze tíz méteres volt, és a dagály miatt ez is folyamatosan csökkent. Ez sem homokos, hanem kavicsos partvidék volt, amelyet igen csúszóssá tett a tüzérségi előkészítés által a magaslat tetejéről leszaggatott agyag. Ennek egyetlen előnye az volt, hogy egy nyolcméteres földhányás alakult ki a szirt tövében, ami csökkentette a megmászandó magasságot. A DUKW járművek huszonöt méteres tűzoltólétrákat hoztak magukkal, azonban a csúszós kavicsokon csak az egyiket sikerült a szirtfalnak támasztani, és az is annyira kilengett minden irányba, hogy végül kénytelen voltak visszahúzni azokat. Az LCA-k még partraszállás előtt rakétákat lőttek ki, amelyek mászóhorogra kötött köteleket húztak maguk után. Ezek nagy része még idő előtt a földre hullott, azonban járműveként egynek sikerült a sziklafal tetején megkapaszkodnia. Bár a kötelek vizesek és csúszósak voltak, ezek nélkül nem sikerült volna végrehajtani az akciót.
A fal eléréshez először a parton kellett átverekedniük, azonban ebben akadályozták őket a német géppuskák, és a tüzérségi előkészítés kráterei. Mivel ezeket már mindenütt belepte a víz, előfordult, hogy a partraszálló hajóból kilépve egy katona teljesen elmerült, míg a hajó oldalán át távozó társainak még a bokájuk sem lett vizes. A németek a szirt tetejéről gránátokat dobáltak az amerikaiakra, és néhány kötelet sikerült is elvágniuk. A legtöbbhöz azonban nem mertek hozzányúlni, mert a végükre a kilövés előtt gyújtózsinórt kötöttek, és meggyújtották, így valamilyen robbanószerkezetnek hitték azt. A rangerek öt perc alatt mászták meg a magaslatot, negyed óra múlva pedig már a legtöbb katona is fel tudott mászni.

### A magaslat elfoglalása
A felérkező katonák számára nagy segítséget jelentettek az ágyúzás miatt létrejövő sűrű kráterek, amelyeket fedezékként használhattak az előrenyomuláshoz. A bombatölcsérek átmérője 10 méter, mélységük pedig 1-2 méter volt. Ezekbe belevetve magukat azonnal tüzet nyitottak a németekre. Ők a lövészárkokból, géppuskákkal és egy 20mm-es légvédelmi ágyúval viszonozták a tüzet. Ekkor szembesültek a támadók azzal, hogy az ágyúk nincsenek a helyükön, csupán telefonpóznákat állítottak oda. Rövid tájékozódás után minden szakasz a feladatára indult, és hozzáláttak a bunkerek megtisztításához. A D század a magaslat melletti szilárd burkolatú út felé vette az irányt, hogy úttorlaszt létesítsenek rajta, és megakadályozzák a németeket az Omaha partszakasz megerősítésében. Az odavezető úton a század 70 katonájából csupán 20 maradt harcképes, és a D, valamint az E század parancsnoka is meghalt. A németekkel folytatott harc hamar kaotikussá vált, ugyanis nem létezett egységes frontvonal. A rangerek nem tudtak kapcsolatot tartani egymással, biztonságosan haladni pedig csak kúszva lehetett.
A magaslat keleti felén lévő német géppuskafészek azonban sok gondot okozott már a kezdetektől, hiszen a parton is tizenöt katonát sebesített meg. Ezúttal a földhöz szegezte a rangereket, ugyanis ha valaki mozdulni próbált, azonnal tűz alá vette a környéket. Rudder először néhány katonák küldött ki, hogy hallgattassák el, azonban a bombatölcsérek kétszáz méterrel a géppuska előtt elfogytak, így a katonák nem tudták volna élve megközelíteni az ellenséges állást. Rudder még a támadás előtt lefújta az akciót, és egyike hadnagya első világháborús jelzőlámpával próbálta megadni az ellenséges géppuska helyét a Satterlee rombolónak. A terv sikerült, és a hajó 5 hüvelykes ágyúival szétlőtte az ellenséges állást. Ezután megpróbálták a sebesülteket elszállítani, ám az értük küldött motorcsónak az erős ellenséges tűz miatt nem tudott kikötni.

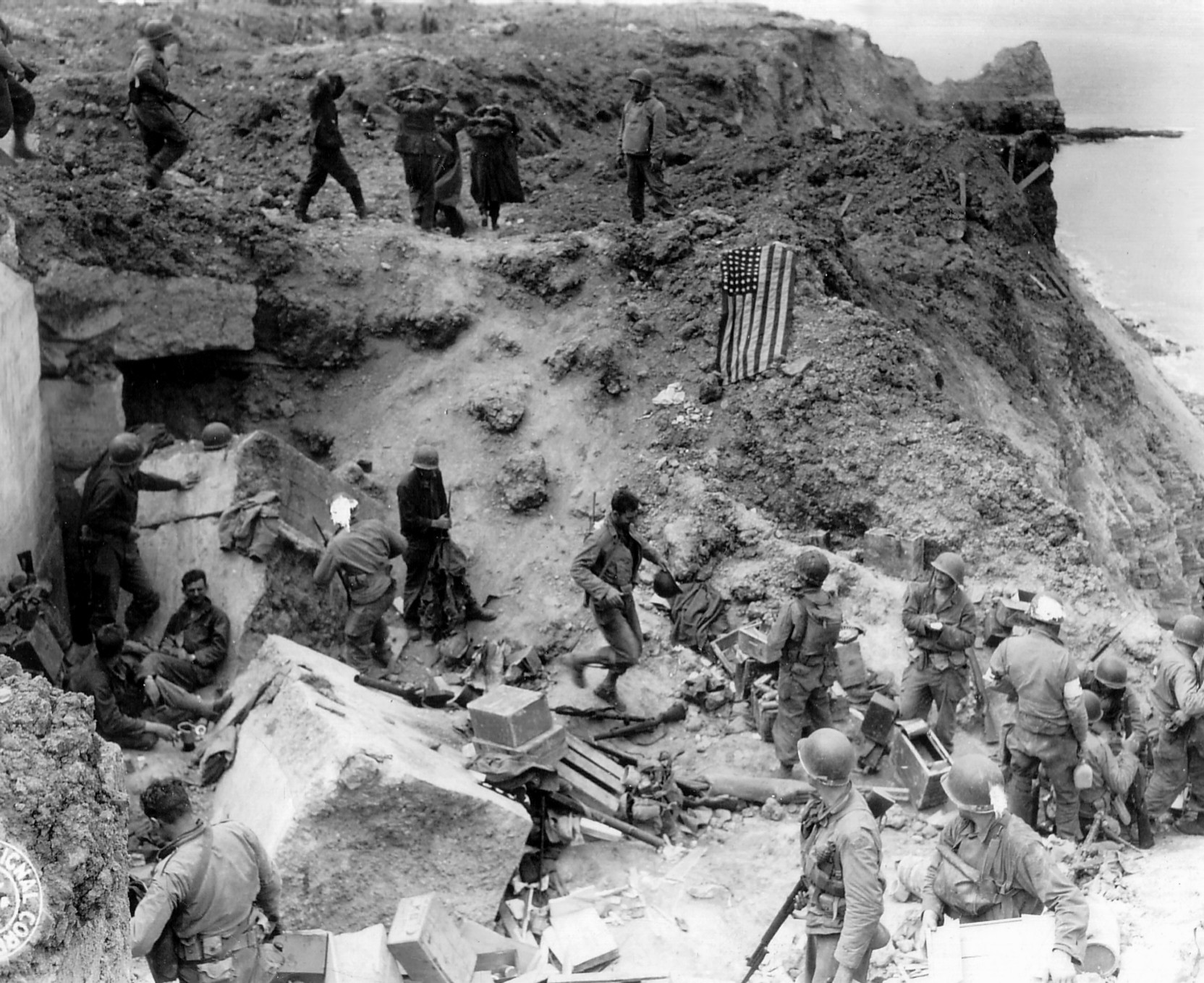
1944. június 8-án rangerek pihennek a magaslat tetején, miközben néhány társuk német hadifoglyokat kísér

A brit Glasgow cirkáló egyik lövedéke az amerikai állásokon belül, a parancsnokság mellett robbant fel. Megölt egy századost és egy hadnagyot, és Ruddert ledöntötte a lábáról. Az ezredes ezután dühösen indult ellenséges mesterlövészeket felkutatni és levadászni, azonban bokán lőtték, így másodszor is megsebesült, és már csak a harcálláspontjáról tudta irányítani az eseményeket. Időközben az aszfaltúton is folytatódott a harc, és a katonák közvetlen közelről lőtték egymást. A harc közelségét mutatja az is, hogy amikor két német katona felugrott állásaiból, egy amerikai mellett találták magukat, és inkább letették a fegyvert. A rangerek egységei végül megtalálták a fő célpontjukat, a hat darab tüzérségi ágyút. A parttól egy kilométerre, egy keréknyomos földutat követve megtalálták az ágyúkat, amelyek teljesen harcképesek voltak, és lőszer is volt a közelükben, azonban egyetlen német katona sem vigyázott rájuk. Az ágyúktól száz méterre volt egy századnyi német katona, akik éppen soraikat rendezték. Az ágyúkat felfedező két őrmester termitgránátokkal tönkretették azok hátrasiklófékjeit és oldalirányzóit, így működésképtelenné téve őket. Nem sokkal később egy másik járőr felrobbantotta az ágyúk lőszerraktárát is.
Rudder reggel kilenckor megüzente Huebnernek, hogy teljesítették a feladatukat, mint később kiderült legelsőként a partraszálló erők között, majd erősítést kért. Azonban minden katona partra szállt, így a tábornok nem tudott katonákat küldeni. Később a 101. ejtőernyős hadosztály három, rossz helyen földet ért katonája, és mintegy ötven ranger érkezett erősítésként. A németek egész nap, és másnap is végig ellentámadás alatt tartották az amerikaiakat. Bár nehézfegyverzetük egyáltalán nem volt, és legerősebb fegyvereik néhány BAR géppuska és 60 mm-es aknavető volt, mégis végig kitartottak. A csata végére alig ötven harcképes ranger maradt a 225-ből, míg végül a part felől érkező erősítés felmentette őket.

## Napjainkban

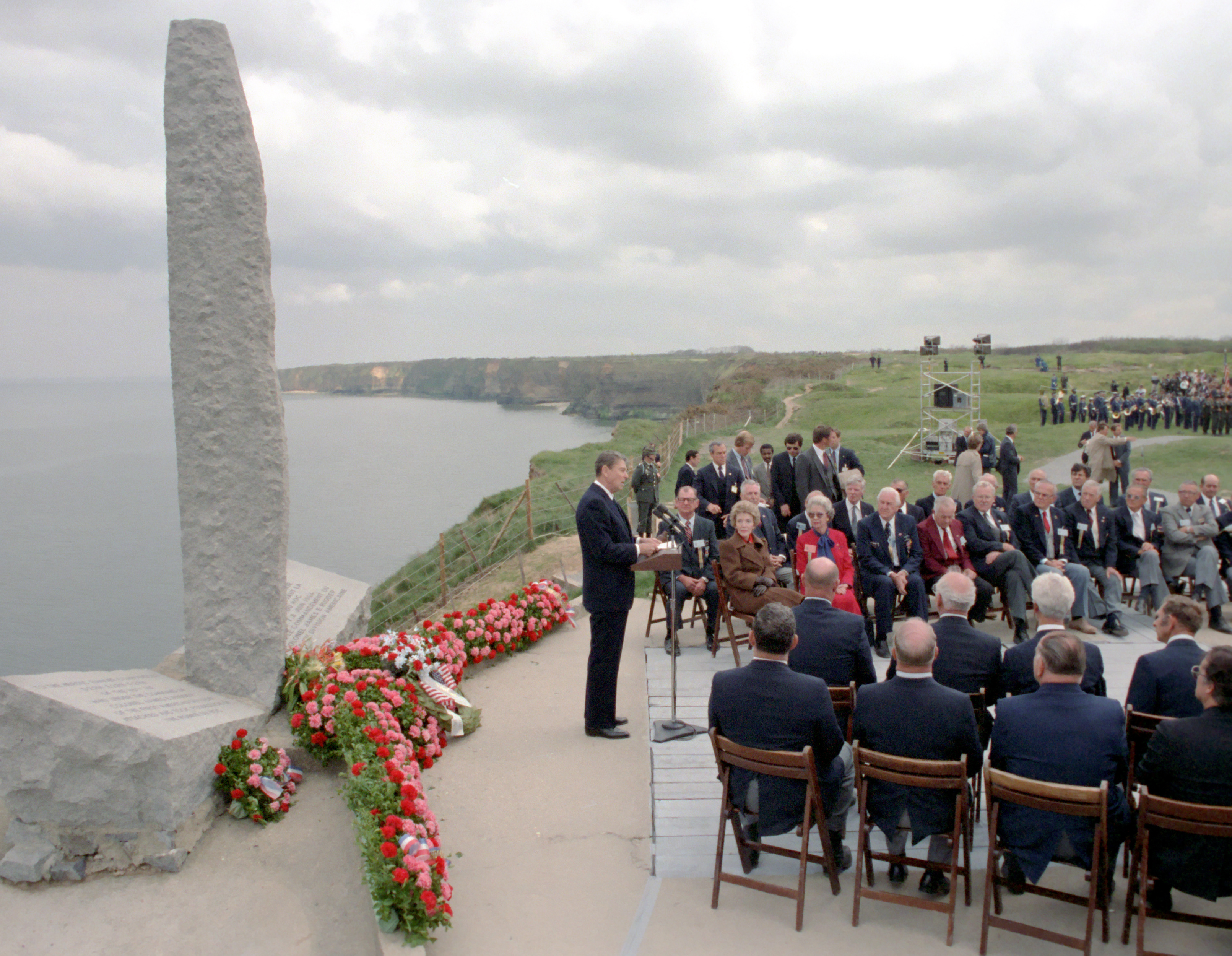
Ronald Reagan amerikai elnök beszédet mond a Pointe du Hoc-on lévő emlékmű előtt 1984-ben

Pointe du Hoc-on napjainkban múzeum és emlékmű található a csatáról, illetve annak halottainak szentelve. Az erődítések egy része még mind a mai napig megtalálható eredeti állapotában, és a bombatölcséreket sem temették be. 1979. január 11-én 13 hektárnyi területet adtak az amerikai kormánynak, amely az Amerikai Háborús Emlékművek Bizottságát bízta meg a karbantartással és gondozással.

## Feldolgozások
A Pointe du Hoc-ért folytatott csata több videójátékban is felbukkant. A Call of Duty 2-ben a játékos a D század egyik katonájaként harcol a magaslat megszerzéséért, majd megsemmisíti a hat darab löveget, és végül megvédi a területet a német ellentámadásoktól. A Company of Heroes stratégiai játékban szintén játszható pálya a Pointe du Hoc-ért folytatott küzdelem. A leghosszabb nap című filmben szintén láthatóak jelenetek, amik a sziklafal megmászását mutatják.